# Chepudira Muthana Poonacha
Shri Chepudira Muthana Poonacha, talvolta abbreviato in C. M. Poonacha (villaggio di Attur, 16 settembre 1910 – 7 agosto 1990), è stato un politico indiano, esponente del Partito del Congresso Indiano.

## Biografia
Già membro del Consiglio Legislativo del Coorg dal 1945 al 1946, fu primo ministro del Coorg dal 1952 al 1956 e ministro nel governo del Mysore nel 1957. Fu anche ministro di stato nel ministero federale delle ferrovie, dei trasporti e dell'aviazione civile negli anni 1966-1967.
Dal 1947 al 1951 rappresentò il Coorg all'Assemblea costituente dell'India e al parlamento provvisorio; dal 3 aprile 1964 al 25 febbraio 1967 fu membro della Rajya Sabha.
Poonacha fu anche nominato governatore del Madhya Pradesh nel 1978 e poi dell'Orissa nel 1980.